# Susy Kane
Susy Kane (Dorking, 7 de agosto de 1978) es una actriz, comediante, música y guionista inglesa.

## Vida personal
Es hija de la cantante de ópera Alison Warner y del actor y escritor John Kane, su hermano mayor es el escritor y actor de comedia Simon Kane. Su padre es un exartista asociado de la Royal Shakespeare Company y es el creador y escritor de la comedia británica Terry and June. Es de ascendencia hugonota francesa y celta.  
Creció en Wandsworth, Londres y ganó una beca para Westminster School. Estudió chino, arte y cine en la Universidad de Edimburgo.  Actualmente reside en el norte de Londres.

## Carrera
Cantante, pianista y violinista de formación clásica, comenzó a cantar en clubes de jazz cuando tenía 16 años. Ha escrito música para el London Eye y tocó el violín gitano para el álbum Tissues and Issues de Charlotte Church . 
Sus participaciones en la televisión incluyen Saxondale, Gavin & Stacey, el Especial de Navidad de Extras, The Thick of It y The IT Crowd. También es una importante colaboradora de Funny Or Die UK, participando como escritora, actriz y directora. Además interpreta a Pippa en la larga serie de comedia Bleak Expectations emitida en BBC Radio 4 .
Ha escrito sketches para el programa de radio de la BBC Recorded For Training Purposes, BBC Comedy Shuffle, ITV's Comedy Cuts, The Wrong Door, y la galardonada serie Harry and Paul, protagonizada por Harry Enfield y Paul Whitehouse, también para la BBC. 
Durante el 2013 interpretó a Caroline Denby en la tercera temporada de la serie de televisión de Nickelodeon, House of Anubis.

### Televisión
| Televisión | Televisión                                       | Televisión           | Televisión                                                     |
| Año        | Título                                           | Personaje            |                                                                |
| ---------- | ------------------------------------------------ | -------------------- | -------------------------------------------------------------- |
| 2016       | The Coroner                                      | Claire Bryant        | Episodio 2.5 "The Captain's Pipe"                              |
| 2014       | Endeavour                                        | Victoria Danby       | Episodio "Nocturne"                                            |
| 2014       | Maron                                            | Emily                | Episodio "Marc on Talking Dead"                                |
| 2013       | Common Ground                                    | Francesca            | Episodio "William & Sinclair"                                  |
| 2013       | House of Anubis                                  | Caroline Denby       | Antagonista - Tercera Temporada                                |
| 2013       | A Touch of Cloth                                 | Jill Tits            | Episodio "Undercover Cloth 1"                                  |
| 2012       | A Young Doctor's Notebook                        | Mujer Hermosa        | Temporada 1, episodio 3                                        |
| 2012       | The Revolting World of Stanley Brown             | Terri                | Episodio "Gut Instinct"                                        |
| 2012       | Bad Education                                    | Sra. Lythgoe         | Episodio "Sex Education"                                       |
| 2012       | The Bleak Old Shop of Stuff                      | Duquesa del dinero   | Temporada 1, episodio 1                                        |
| 2012       | Starlings                                        | Jo                   | Temporada 1, episodio 6                                        |
| 2011       | Navelgazing Presents...                          |                      | 7 episodios                                                    |
| 2011       | White Van Man                                    | Lucy                 | Episodio "The Morning After"                                   |
| 2011       | Hattie                                           |                      | Película para televisión                                       |
| 2011       | Mongrels                                         | Willis Bund          | Episodio "Marion and the Force-Field"                          |
| 2010       | Misfits                                          |                      | Temporada 2, episodio 3                                        |
| 2010       | The Increasingly Poor Decisions of Todd Margaret | Barbara              | Episodio "What Can Only be Considered a Dreadful Day for Todd" |
| 2010       | The IT Crowd                                     | Female Bones         | Episodio "Reynholm vs Reynholm"                                |
| 2009       | The Thick Of It                                  | Productora de la BBC | Temporada 3, episodio 8                                        |
| 2009       | Scoop                                            | Sra. Frobisher       | Episodio "Cat=Astrophe"                                        |
| 2009       | Things Talk                                      |                      | Voz                                                            |
| 2008       | Parents of the Band                              | Diane                | Temporada 1, episodio 1                                        |
| 2008       | Gavin &amp; Stacey                               | Reportera            | Temporada 2, episodio 4                                        |
| 2008       | Comedy Cuts                                      | Jennifer             | 3 episodios                                                    |
| 2007       | Extras                                           | Amy                  | Especial de Navidad                                            |
| 2007       | Saxondale                                        | Reportera            | season 2, episode 5                                            |
| 2007       | Comedy Shuffle                                   | Cenicienta           | Episodio "Brendon Burns"                                       |
| 2001       | G Force                                          | Samantha             | Episodio "G4ce"                                                |
| 1999-2000  | Barmy Aunt Boomerang                             | Sra. Goodbody        | 20 episodios                                                   |

### Radio
- It Is Rocket Science
- Bleak Expectations
- Bullet At Balmains
- Recorded For Training Purposes
- The Missing Hancocks

### Cine
- "Bill"
- Resurrecting Bill